# Lista siturilor arheologice din județul Bistrița-Năsăud - G
Lista siturilor arheologice din județul Bistrița-Năsăud - G conține toate siturile arheologice din județul Bistrița-Năsăud înscrise în Repertoriul Arheologic Național (RAN) și aflate în localități al căror nume începe cu litera G. RAN este administrat de Ministerul Culturii și Patrimoniului Național și cuprinde date științifice, cartografice, topografice, imagini și planuri, precum și orice alte informații privitoare la zonele cu potențial arheologic, studiate sau nu, încă existente sau dispărute.
Puteți căuta un sit din localitățile care încep cu litera G folosind formularul de mai jos sau puteți naviga prin toate siturile din județ la Lista siturilor arheologice din județul Bistrița-Năsăud.
| Cod RAN                               | Denumire | Localitate                                        | Adresă        | Datare                | Descoperit | Coordonate | Imagine           | Erori            |
| ------------------------------------- | --- | ------------------------------------------------- | ------------- | --------------------- | ---------- | ---------- | ----------------- | ---------------- |
| 33284.01.01 (Cod LMI: BN-I-s-B-01350) | Situl arheologic de la Galații Bistriței - "La Hrube" / ansamblu anonim (Categorie: locuire) (Tip: Necropolă) | sat Galații Bistriței, comuna Galații Bistriței   | La Hrube      |                       |            |            | Încărcați imagine | Raportați eroare |
| 33284.01.02 (Cod LMI: BN-I-s-B-01350) | Situl arheologic de la Galații Bistriței - "La Hrube" / ansamblu anonim (Categorie: locuire) (Tip: Așezare)   | sat Galații Bistriței, comuna Galații Bistriței   | La Hrube      |                       |            |            | Încărcați imagine | Raportați eroare |
| 33284.01.03 (Cod LMI: BN-I-s-B-01350) | Situl arheologic de la Galații Bistriței - "La Hrube" / ansamblu anonim (Categorie: locuire) (Tip: Așezare)   | sat Galații Bistriței, comuna Galații Bistriței   | La Hrube      | sec. V - VI           |            |            | Încărcați imagine | Raportați eroare |
| 33284.01.04 (Cod LMI: BN-I-s-B-01350) | Situl arheologic de la Galații Bistriței - "La Hrube" / ansamblu anonim (Categorie: locuire) (Tip: Necropolă) | sat Galații Bistriței, comuna Galații Bistriței   | La Hrube      | sec. V - VI           |            |            | Încărcați imagine | Raportați eroare |
| 33284.01.05 (Cod LMI: BN-I-s-B-01350) | Situl arheologic de la Galații Bistriței - "La Hrube" / ansamblu anonim (Categorie: locuire) (Tip: Așezare)   | sat Galații Bistriței, comuna Galații Bistriței   | La Hrube      | Sălcuța               |            |            | Încărcați imagine | Raportați eroare |
| 32410.01.01 (Cod LMI: BN-I-s-B-01351) | Așezarea romană de la Ghinda - "Podul paielor" / ansamblu anonim (Categorie: locuire civilă) (Tip: Așezare)   | localitate componentă Ghinda, municipiul Bistrița | Podul paielor | sec. II - III p. Chr. |            |            | Încărcați imagine | Raportați eroare |